# Черрето-Гвіді
Черрето-Гвіді (італ. Cerreto Guidi) — муніципалітет в Італії, у регіоні Тоскана,  метрополійне місто Флоренція.
Черрето-Гвіді розміщене на відстані близько 250 км на північний захід від Рима, 30 км на захід від Флоренції.
Населення — 10 924 особи (2014).
Щорічний фестиваль відбувається першої неділі вересня. Покровитель — свята Ліберата.

## Демографія
Населення за роками:

Станом на 1 січня 2023 року в муніципалітеті офіційно проживало 1525 іноземців з 52 країн, серед них 132 громадяни країн Євросоюзу та 11 громадян України.

## Сусідні муніципалітети
- Емполі
- Фучеккьо
- Лампореккьо
- Ларчіано
- Сан-Мініато
- Вінчі